# José Perales Nájera
José Perales Nájera (Palma, Illes Balears, 25 de maig de 1993), és un futbolista balear. Juga en la posició de porter que ha jugat al Club Gimnàstic de Tarragona.